# Blueprint (Rory Gallagher)
Blueprint è il terzo album del chitarrista irlandese Rory Gallagher, pubblicato nel 1973.

## Il disco
Per non deludere l'aspettativa dei fan (alquanto elevata soprattutto dopo il precedente Live in Europe), il giovane artista irlandese decise di rinnovare la sonorità delle sue canzoni inserendo la tastiere in alcuni brani.
Il nome del tastierista gli venne consigliato da Rod De'Ath (che aveva preso il posto di Wilgar Campbell alla batteria), ed era Lou Martin. I componenti della band che accompagnava Rory Gallagher rimasero gli stessi per 3 anni, registrando gli album Tattoo, Against the Grain, Calling Card (senza contare i diversi live tra cui spicca l'Irish Tour).

## Tracce
1. Walk on Hot Coals – 7:03
2. Daughter of the Everglades – 6:13
3. Banker's Blues – 4:46
4. Hands Off – 4:31
5. Race the Breeze – 6:54
6. Seventh Son of a Seventh Son – 8:25
7. Unmilitary Two-Step – 2:49
8. If I Had a Reason – 4:30
9. Stompin' Ground (bonus track)) – 3:31
10. Treat Her Right (bonus track) – 4:00

- Le due bonus track sono state inserite nella versione rimasterizzata pubblicata nel 2000